# Т'га за југ (вино)
Т’га за југ — македонське вино, що є одним з найвідоміших у країні. Вино зроблене у 1973 році на честь Струзьких вечорів поезії та назване на честь однойменної поеми відомого македонського поета Костянтина Міладинова.
Назву вину дав винороб із міста Кавадарці Трайче Еленов. Під час візиту місцевих поетів, його як енолога та директора винзаводу «Тиквеш» попросили надати вино, яке могли б скуштувати усі запрошені поети. Тоді він дістав з діжки вино "кратошия вранац" пізнього урожаю. Для цього замовив спеціальні етикетки з назвою для вина, а слова відомої пісні Міладинова були написані на звороті пляшки.